# Dodge Coronet
Dodge Coronet, bilmodell tillverkad av Dodge åren 1948–1959 och 1965–1976. Från 1965 var den Dodges mellanstora modell. 1968–1970 tillverkades muskelbilen Dodge Super Bee, som baserades på Coronet.

## 1949-52
Dodge Coronet introducerades detta år som märkets första helt nydesignade bil efter andra världskriget. Det enda motoralternativet var en rak sexcylindrig motor på 230 kubiktum. Den hade enkel förgasare från Stromberg och en effekt på 103 hk (77 kW). Bilen tillverkades även som 8-sitsig limousine.

## 1953-54
Denna årsmodell var helt omkonstruerad. En ny V8 med hemisfäriska förbränningsrum på 241 kubiktum och 140 hkr tillkom, och bilmodellen satte över hundra hastighetsrekord på Bonneville Salt Flats.

## 1965-67
Dodge återinförde modellnamnet Coronet 1965, nu på märkets mellanstora bilar. Den fanns som basversion, som Coronet 440 och som Coronet 500. Coronet Deluxe introducerades 1966. 1967 tillkom sportmodellen Coronet R/T. Bas- och Deluxe-versionerna tillverkades som 2- och 4-dörrars sedan samt som stationsvagn. Coronet 440 tillverkades som tvådörrars hardtop, cabriolet och stationsvagn. Coronet 500 fanns endast i 2-dörrars hardtop- respektive cabrioletutförande 1965, men 1966 även som 4-dörrars sedan. Coronet R/T tillverkades endast som 2-dörrars hardtop och cabriolet.
När 426 Hemi-motorn lanserades 1966, gick den att beställa till samtliga Coronet-modeller. 1967 gick den endast att få till Coronet R/T. Det starkaste motoralternativet till övriga modeller var på 383 kubiktum.

## 1968-70
1968 års modell fick en helt ny formgivning.

## 1971-74
Under dessa år tillverkades Dodge Coronet endast som 4-dörrars sedan och stationsvagn.

## 1975-76
Den största motorn var nu på 400 kubiktum. Kupémodellen återkom, dock endast under 1975. 1976 blev den sista årsmodellen för Dodge Coronet, som året därpå bytte namn till Dodge Monaco.

## Motoralternativ
Coronet levererades bland annat med följande motorer:
- 241 Hemi (1953-54)
- 318
- 360
- 383
- 400
- 426 Hemi (1966-70)
- 440
- Wikimedia Commons har media som rör Dodge Coronet.